# Bermeries
Bermeries est une commune française située dans le département du Nord, en région Hauts-de-France.

## Géographie

### Situation
Bermeries est un village du Bavaisis jouxtant Bavay et situé à 3 km de la frontière franco-belge, à 24 km au sud-ouest de Mons, 15 km à l'ouest de Maubeuge, 22 km au nord-ouest d'Avesnes-sur-Helpe, 25 km au nord-est du Cateau-Cambrésis et 18 km au sud-est de Valenciennes à vol d'oiseau.
Bermeries est une commune du parc naturel régional de l'Avesnois. Un sentier de randonnée y passe.
Le territoire communal est limité au sud-est par le tracé initial de l'ancienne route nationale 32,(actuelle RD 932), qui reprend là le tracé de l'ancienne voie romaine reliant Saint-Quentin à Bavay, et appelée localement Chaussée Brunehaut.

### Communes limitrophes
|               | Saint-Waast |       |
| Preux-au-Sart | Bermeries   | Bavay |
| Amfroipret    | Locquignol  | Obies |

### Hydrographie

#### Réseau hydrographique
La commune est située dans le bassin Artois-Picardie. Elle est drainée par le ruisseau du Sart, l'Amfroipret, le ruisseau de Marvi, le ruisseau Rico-Folie et divers autres petits cours d'eau,.

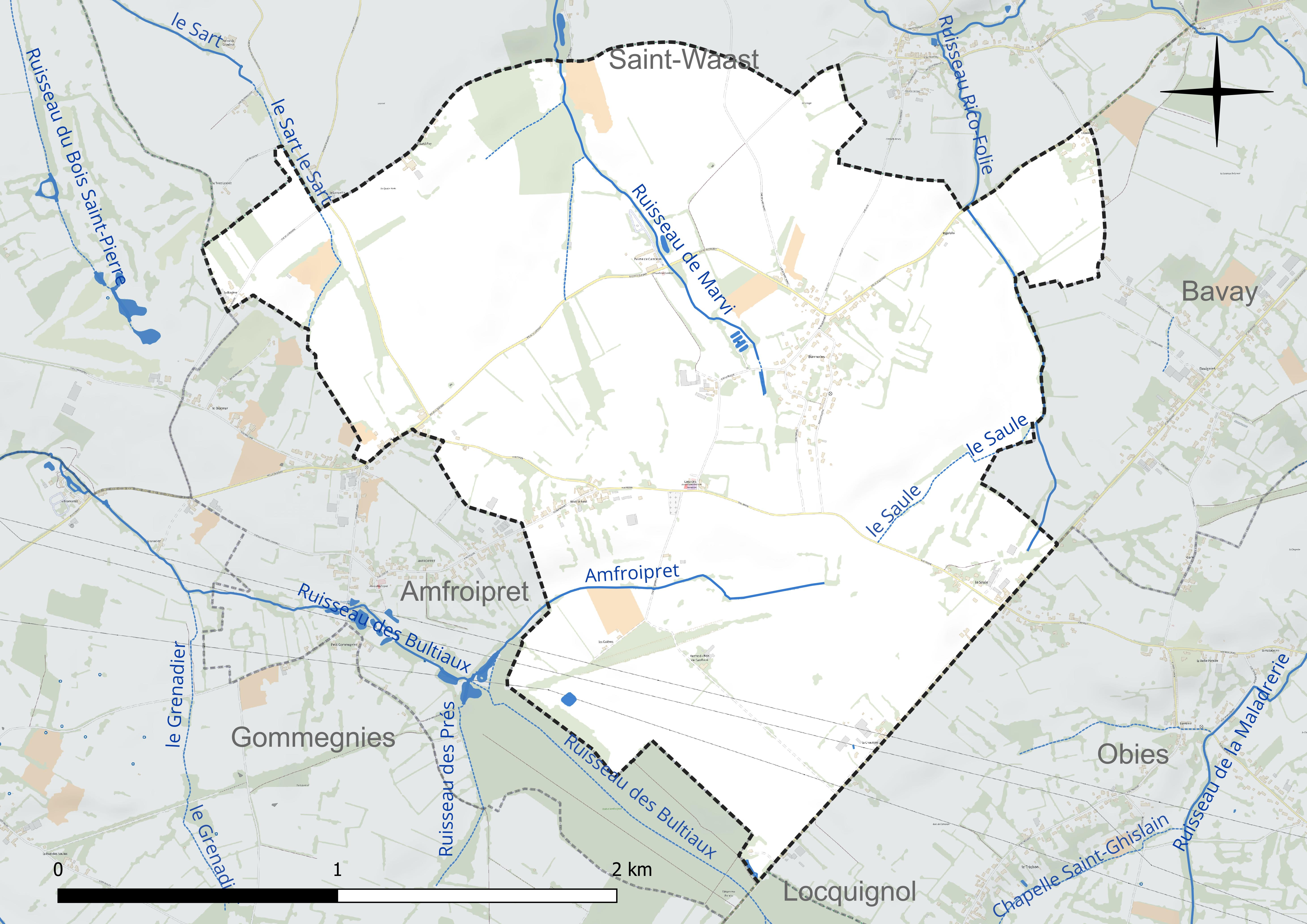
Réseau hydrographique de Bermeries.

#### Gestion et qualité des eaux
Le territoire communal est couvert par le schéma d'aménagement et de gestion des eaux (SAGE) « Escaut ». Ce document de planification concerne un territoire de 2 005 km2 de superficie, délimité par le bassin versant de l'Escaut. Le périmètre a été arrêté le 9 juin 2006 et le SAGE proprement dit a été approuvé le 13 juillet 2021. La structure porteuse de l'élaboration et de la mise en œuvre est le syndicat mixte Escaut et Affluents (SyMEA). 
La qualité des cours d'eau peut être consultée sur un site dédié géré par les agences de l'eau et l'Agence française pour la biodiversité. 

### Climat
Pour des articles plus généraux, voir Climat des Hauts-de-France et Climat du Nord.
En 2010, le climat de la commune est de type climat des marges montargnardes, selon une étude du CNRS s'appuyant sur une série de données couvrant la période 1971-2000. En 2020, Météo-France publie une typologie des climats de la France métropolitaine dans laquelle la commune est exposée à un climat océanique altéré et est dans la région climatique  Nord-est du bassin Parisien, caractérisée par un ensoleillement médiocre, une pluviométrie moyenne régulièrement répartie au cours de l'année et un hiver froid (3 °C). 
Pour la période 1971-2000, la température annuelle moyenne est de 9,9 °C, avec une amplitude thermique annuelle de 15 °C. Le cumul annuel moyen de précipitations est de 804 mm, avec 12,2 jours de précipitations en janvier et 9,7 jours en juillet. Pour la période 1991-2020, la température moyenne annuelle observée sur la station météorologique la plus proche, située sur la commune de Valenciennes à 18 km à vol d'oiseau, est de 11,0 °C et le cumul annuel moyen de précipitations est de 694,1 mm,. Pour l'avenir, les paramètres climatiques de la commune estimés pour 2050 selon différents scénarios d'émission de gaz à effet de serre sont consultables sur un site dédié publié par Météo-France en novembre 2022.

## Urbanisme

### Typologie
Au 1er janvier 2024, Bermeries est catégorisée commune rurale à habitat dispersé, selon la nouvelle grille communale de densité à sept niveaux définie par l'Insee en 2022.
Elle est située hors unité urbaine. Par ailleurs la commune fait partie de l'aire d'attraction de Maubeuge (partie française), dont elle est une commune de la couronne,. Cette aire, qui regroupe 65 communes, est catégorisée dans les aires de 50 000 à moins de 200 000 habitants,.

### Occupation des sols
L'occupation des sols de la commune, telle qu'elle ressort de la base de données européenne d'occupation biophysique des sols Corine Land Cover (CLC), est marquée par l'importance des territoires agricoles (94,1 % en 2018), en diminution par rapport à 1990 (96,1 %). La répartition détaillée en 2018 est la suivante : 
terres arables (43,7 %), prairies (35,6 %), zones agricoles hétérogènes (14,8 %), zones urbanisées (5,1 %), forêts (0,5 %), espaces verts artificialisés, non agricoles (0,2 %). L'évolution de l'occupation des sols de la commune et de ses infrastructures peut être observée sur les différentes représentations cartographiques du territoire : la carte de Cassini (XVIIIe siècle), la carte d'état-major (1820-1866) et les cartes ou photos aériennes de l'IGN pour la période actuelle (1950 à aujourd'hui).

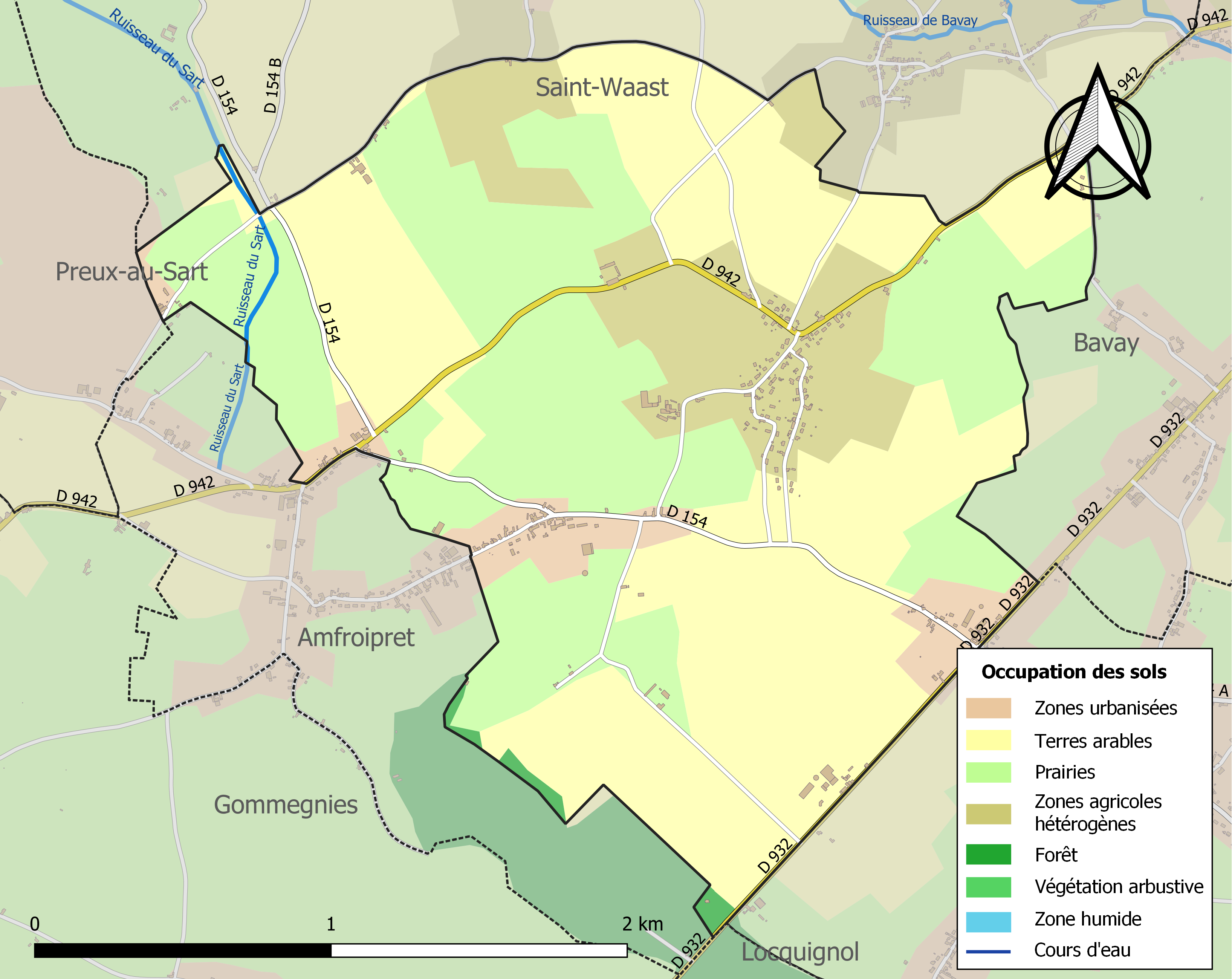
Carte des infrastructures et de l'occupation des sols de la commune en 2018 (CLC).

### Habitat et logement
En 2019, le nombre total de logements dans la commune était de 150, alors qu'il était de 153 en 2014 et de 138 en 2009.
Parmi ces logements, 91,3 % étaient des résidences principales, 3,3 % des résidences secondaires et 5,3 % des logements vacants. Ces logements étaient pour 98 % d'entre eux des maisons individuelles et pour 0,7 % des appartements.
Le tableau ci-dessous présente la typologie des logements à Bermeries en 2019 en comparaison avec celle du Nord et de la France entière. Une caractéristique marquante du parc de logements est ainsi une proportion de résidences secondaires et logements occasionnels (3,3 %) supérieure à celle du département (1,6 %) et à celle de la France entière (9,7 %). Concernant le statut d'occupation de ces logements, 87,6 % des habitants de la commune sont propriétaires de leur logement (84,9 % en 2014), contre 54,7 % pour le Nord et 57,5 pour la France entière.
| Typologie                                               | Bermeries | Nord | France entière |
| ------------------------------------------------------- | --------- | ---- | -------------- |
| Résidences principales (en %)                           | 91,3      | 90,6 | 82,1           |
| Résidences secondaires et logements occasionnels (en %) | 3,3       | 1,6  | 9,7            |
| Logements vacants (en %)                                | 5,3       | 7,8  | 8,2            |

## Histoire

### Antiquité
La voie romaine de Bavay à Saint-Quentin, dite Chaussée Brunehaut (actuelle RD 932)  limite au sud-est le territoire communal.

### Moyen Âge
Bermeries se trouve mentionné sous le nom Berimariacas dans un acte de Clovis II, roi des Francs, daté de 657. Cet acte traite de Curtilis fibi, l'actuel hameau de Courtilfoix.
L'histoire de la commune est liée avec celle de l'abbaye de Cambron, à Cambron-Casteau dans le Hainaut belge, qui y possédait des biens, notamment la Ferme du Cambron et des bois,.

### Époque contemporaine
Un moulin à vent est figuré sur le plan cadastral de 1831, sur l'ancien chemin du Quesnoy et à proximité de la Ferme de Cambron.

#### Première Guerre mondiale
Au début de la Première Guerre mondiale, des troupes britanniques passent par Bermeries le 27 août 1914 et peu après, avec un accrochage avec les troupes allemandes autour de Bréaugies, au sud de Bellignies.
Les Allemands ont alors occupé la commune jusqu'au 6 novembre 1918, quelques jours avant la fin de la guerre. Un des derniers échanges de feu est  fait sur le territoire de la commune. Parmi les dix-neuf soldats britanniques, enterrés dans le cimetière communal de Bermeries, dix-sept sont tombés ces 5 et 6 novembre 1918.
Pour les victimes du village, la commune a érigé, en commun avec la commune d'Amfroipret, un monument aux morts dans ce dernier village.

## Politique et administration

### Rattachements administratifs et électoraux

#### Rattachements administratifs
La commune se trouve dans l'arrondissement d'Avesnes-sur-Helpe du département du Nord.
Elle faisait partie depuis 1793 du canton de Bavay. Dans le cadre du redécoupage cantonal de 2014 en France, cette circonscription administrative territoriale a disparu, et le canton n'est plus qu'une circonscription électorale.

#### Rattachements électoraux
Pour les élections départementales, la commune fait partie depuis 2014 du canton d'Aulnoye-Aymeries
Pour l'élection des députés, elle fait partie de la troisième circonscription du Nord.

### Intercommunalité
Bermeries était membre depuis 2006  de la communauté de communes du Bavaisis, un établissement public de coopération intercommunale (EPCI) à fiscalité propre créé en 1993 et auquel la commune avait transféré un certain nombre de ses compétences, dans les conditions déterminées par le code général des collectivités territoriales.
Conformément aux prescriptions de la loi de réforme des collectivités territoriales du 16 décembre 2010, qui a prévu le renforcement et la simplification des intercommunalités et la constitution de structures intercommunales de grande taille, cette intercommunalité a fusionné avec ses voisines pour former, le 1er janvier 2014, la communauté de communes du Pays de Mormal dont est désormais membre la commune.

### Liste des maires
Maire en 1931 : Sénéchal, membre du conseil général du Nord, décoré de la Légion d'honneur.

Maire en 1939 : Denis.
| Période                                  | Période                         | Identité             | Étiquette | Qualité                                      |
| ---------------------------------------- | ------------------------------- | -------------------- | --------- | -------------------------------------------- |
| Les données manquantes sont à compléter. |                                 |                      |           |                                              |
| avant 1802                               | 1808                            | Thomas Manesse       |           |                                              |
| Les données manquantes sont à compléter. |                                 |                      |           |                                              |
| mars 1989                                | juin 1995                       | Serge Frémaut        |           |                                              |
| juin 1995                                | mars 2008                       | Jean Goffart         |           | Agriculteur retraité                         |
| mars 2008                                | En cours (au 13 septembre 2022) | Jean-Claude Grossemy |           | Retraité EDF Réélu pour le mandat 2020-2026, |

## Équipements et services publics

### Enseignement
Bermeries relève de l'académie de Lille.
L'école accueille les enfants de la commune et d'Amfroipret. La tête de Cérès, alors emblème de la République, orne la façade du bâtiment.
La salle des fêtes, aménagée dans l'ancienne chapelle N.D de Bon Secours et N.D de la Salette, qui servait également pour la garderie, la cantine et diverses activités comme le sport a brûlé en juillet 2018, entrainant le déplacement momentané de l'école à Saint-Waast-la-Vallée,.

## Population et société

### Démographie

#### Évolution démographique
L'évolution du nombre d'habitants est connue à travers les recensements de la population effectués dans la commune depuis 1793. Pour les communes de moins de 10 000 habitants, une enquête de recensement portant sur toute la population est réalisée tous les cinq ans, les populations de référence des années intermédiaires étant quant à elles estimées par interpolation ou extrapolation. Pour la commune, le premier recensement exhaustif entrant dans le cadre du nouveau dispositif a été réalisé en 2008.

En 2022, la commune comptait 377 habitants, en évolution de +0,53 % par rapport à 2016 (Nord : +0,51 %, France hors Mayotte : +2,11 %).
| 1793 | 1800 | 1806 | 1821 | 1831 | 1836 | 1841 | 1846 | 1851 |
| ---- | ---- | ---- | ---- | ---- | ---- | ---- | ---- | ---- |
| 273  | 220  | 249  | 257  | 280  | 383  | 394  | 406  | 411  |

| 1856 | 1861 | 1866 | 1872 | 1876 | 1881 | 1886 | 1891 | 1896 |
| ---- | ---- | ---- | ---- | ---- | ---- | ---- | ---- | ---- |
| 424  | 448  | 430  | 395  | 391  | 399  | 377  | 328  | 308  |

| 1901 | 1906 | 1911 | 1921 | 1926 | 1931 | 1936 | 1946 | 1954 |
| ---- | ---- | ---- | ---- | ---- | ---- | ---- | ---- | ---- |
| 307  | 308  | 304  | 291  | 293  | 263  | 270  | 251  | 254  |

| 1962 | 1968 | 1975 | 1982 | 1990 | 1999 | 2006 | 2008 | 2013 |
| ---- | ---- | ---- | ---- | ---- | ---- | ---- | ---- | ---- |
| 255  | 252  | 236  | 307  | 318  | 305  | 359  | 375  | 383  |

| 2018 | 2022 | - | - | - | - | - | - | - |
| ---- | ---- | - | - | - | - | - | - | - |
| 372  | 377  | - | - | - | - | - | - | - |

#### Pyramide des âges
La population de la commune est relativement jeune.
En 2018, le taux de personnes d'un âge inférieur à 30 ans s'élève à 36,9 %, soit en dessous de la moyenne départementale (39,5 %). À l'inverse, le taux de personnes d'âge supérieur à 60 ans est de 24,2 % la même année, alors qu'il est de 22,5 % au niveau départemental.
En 2018, la commune comptait 179 hommes pour 193 femmes, soit un taux de 51,88 % de femmes, légèrement supérieur au taux départemental (51,77 %).
Les pyramides des âges de la commune et du département s'établissent comme suit.
| Hommes | Classe d’âge | Femmes |
| ------ | ------------ | ------ |
| 0,0    | 90 ou +      | 1,0    |
| 6,1    | 75-89 ans    | 5,2    |
| 19,6   | 60-74 ans    | 16,6   |
| 22,3   | 45-59 ans    | 17,1   |
| 17,3   | 30-44 ans    | 21,2   |
| 14,5   | 15-29 ans    | 10,4   |
| 20,1   | 0-14 ans     | 28,5   |

| Hommes | Classe d’âge | Femmes |
| ------ | ------------ | ------ |
| 0,5    | 90 ou +      | 1,4    |
| 5,3    | 75-89 ans    | 8,1    |
| 14,8   | 60-74 ans    | 16,2   |
| 19,1   | 45-59 ans    | 18,4   |
| 19,5   | 30-44 ans    | 18,7   |
| 20,7   | 15-29 ans    | 19,1   |
| 20,2   | 0-14 ans     | 18     |

## Culture locale  et patrimoine

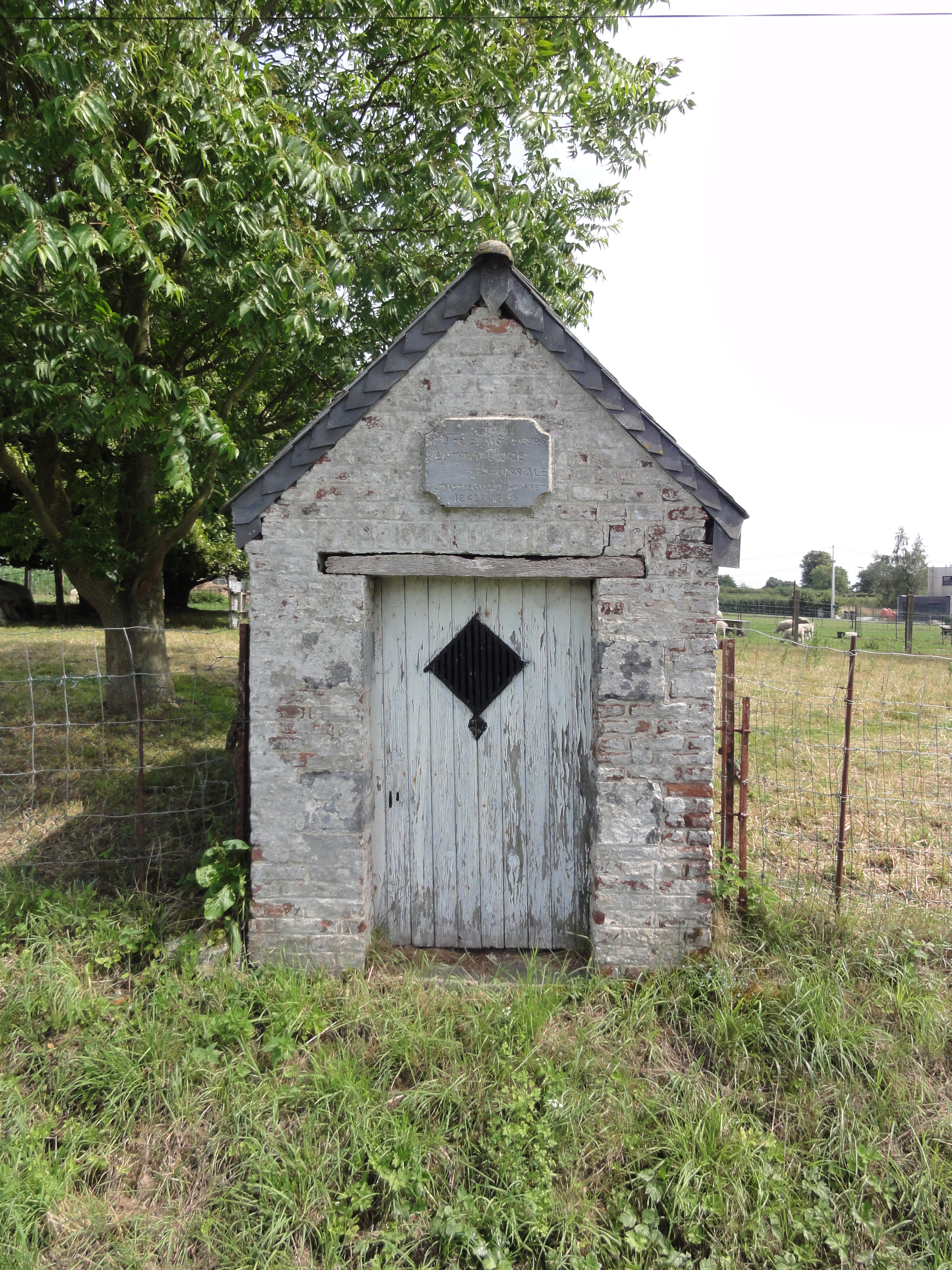
Chapelle N.D. de Bon Secours au hameau Bermeries-la-Boëte.

### Lieux et monuments
- La ferme de Cambron, 20 Route de le Quesnoy, au bord de la route Le Quesnoy-Bavay. La ferme (autrefois une possession de l'abbaye de Cambron et ancien « lieu Templier ») est créée vers le XIIe siècle par Anselme de Trazegnies, inscrite monument historique en 1971. L'entrée se fait par un porche-pigeonnier de 1777 où est sculpté dans la pierre le mot « La Providence »
À gauche se trouve l'imposante grange dîmière, haute de 18 m et d'une surface de 600 m2, qui en fait  la seconde de l'Avesnois, après celle de Maroilles[17],[36],[37].

- Bermeries ne possède pas d'église, mais il y a au hameau de Cambron, face à la ferme et comme elle inscrite aux monuments historiques  la chapelle Notre-Dame de Lourdes, connue aussi sous le nom Notre-Dame de la Tour, datant du XVe siècle[38]. 
Cette chapelle a pu servir comme église, mais déjà en 1860, Bermeries se servait de l'église d'Amfroipret.
- Chapelle au hameau Place de Bermeries, du type potale intégrée dans le mur d'enceinte de la place[18].
- La chapelle Notre-Dame de Bon Secours se trouve dans le hameau de Bermeries-la-Boëte, à la limite avec Amfroipret et porte une plaque de reconnaissance paroissiale - Bermeries, Amfroipret 1940 - 1945[18]. 
Cette chapelle possédait une statue de Vierge avec Enfant, inventoriée dans la base Palissy[39]. Cette statue est maintenant gardée dans un endroit privé contre le vol.
- Le cimetière de Bermeries héberge 19 tombes de la Commonwealth War Graves Commission, de soldats presque tous morts à la libération du village début novembre 1918[40].

### Personnalités liées à la commune
- En 1478, Louis XI en guerre contre Charles le Téméraire passe la nuit dans la ferme de Cambron[18].

### Héraldique
| Blason de Bermeries | Blason  | D'argent au chef de gueules et sur le tout un arbre de sinople accosté de six poissons d'azur, trois à dextre mis en barre, trois à sénestre mis en bande. |
| Blason de Bermeries | Détails | Le statut officiel du blason reste à déterminer. |

## Pour approfondir